# ブリタニー・フォース

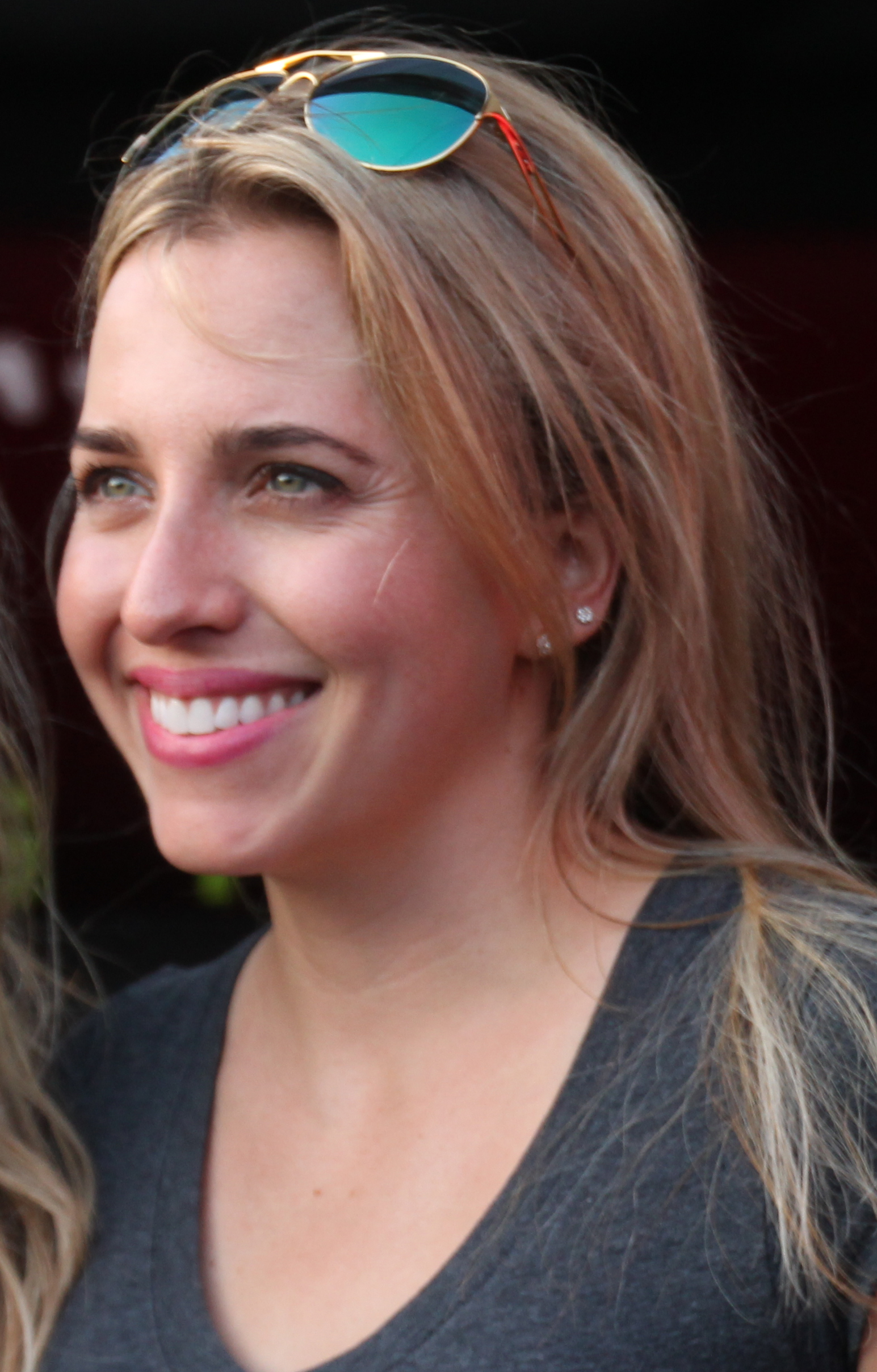
ブリターニー・フォース

ブリタニー・フォース（Brittany Force, 1986年7月8日 - ）は、 アメリカ合衆国カリフォルニア州ヨーバリンダ出身の John Force Racing に所属するNHRAの女性ドラッグレーサー。スポンサーはモンスターエナジー。

## 経歴
2013年、フォースはNHRAの最高峰トップ・フューエルクラスのドラッグレーサーになる。これにより、John Force Racing に所属するレーサーで初めてのトップ・フューエルクラスのドラッグレーサーとなった。
2016年、フォースは女性として初めてNHRA Four-Wide Nationalsで優勝する。
2017年11月12日、2017 NHRA Mello Yello Drag Racing Series において女性として1982年度のシャーリー・マルダウニー以来、史上2人目の Top Fuel Championship で年間王者に輝いた。
2019年11月1日、時速544.23キロを出したとしてトップフューエルにおける最高速度記録を更新しギネス記録を樹立した。
2022年、最高峰のトップフューエル・ドラッグスター部門で、年間5勝の実績あげ2度目の世界タイトルを獲得した。

## 人物
父親は、NHRAチャンピオンシップ・ドラッグ・レーシング・シリーズのファニー・カークラスで1993-2002年間の10連覇を含む通算16回の優勝を誇る帝王ジョン・フォース。姉のアシュリー・フォースと妹のコートニー・フォースも、同じくNHRAのドラッグレーサーとして活動している。義弟にはグラハム・レイホールがいる。